# Bahnstrecke Gumbinnen–Angerburg
| Gumbinnen |                              |                                                          |                                                          |
| Kursbuchstrecke: | DR 119e (1934) / 137d (1944) |                                                          |                                                          |
| Streckenlänge: | 65,0 km                      |                                                          |                                                          |
| Spurweite: | 1435 mm (Normalspur)         |                                                          |                                                          |
| |                              |                                                          |                                                          |
| \| \| \| Bahnstrecke von Königsberg (Kaliningrad) \| \| \| \| 0,0 \| Gumbinnen (Gussew) \| Gumbinnen (Gussew) \| \| \| \| Bahnstrecke nach Eydtkuhnen/Eydtkau (Tschernyschewskoje) \| \| \| \| \| Bahnstrecke nach Goldap (Gołdap) \| \| \| \| 5,9 \| Stulgen/Hasenrode (Noworetschje) \| Stulgen/Hasenrode (Noworetschje) \| \| \| 8,5 \| Balberdszen/Balbern \| Balberdszen/Balbern \| \| \| 10,3 \| Norgallen/Wiekmünde (Proletarski) \| Norgallen/Wiekmünde (Proletarski) \| \| \| 15,4 \| Jucknischken/Bahnfelde (Stanzionnoje) \| Jucknischken/Bahnfelde (Stanzionnoje) \| \| \| 19,9 \| Eszerningken/Eschingen (Kadymka) \| Eszerningken/Eschingen (Kadymka) \| \| \| \| Bahnstrecke von Insterburg (Tschernjachowsk) \| \| \| \| 27,6 \| Darkehmen/Angerapp Ost (Osjorsk) \| Darkehmen/Angerapp Ost (Osjorsk) \| \| \| \| Bahnstrecke nach Lyck (Ełk) \| \| \| \| 31,2 \| Darkehmen/Angerapp West \| Darkehmen/Angerapp West \| \| \| 39,1 \| Beynuhnen/Beinuhnen (Uljanowskoje) \| Beynuhnen/Beinuhnen (Uljanowskoje) \| \| \| 43,7 \| Friedrichsruh (Ostpr.) \| Friedrichsruh (Ostpr.) \| \| \| \| russisch-polnische Staatsgrenze \| \| \| \| 46,2 \| Launingken/Sanden (Ołownik) \| Launingken/Sanden (Ołownik) \| \| \| 51,6 \| Olschöwen/Kanitz (Olszewo Węgorzewskie) \| Olschöwen/Kanitz (Olszewo Węgorzewskie) \| \| \| 56,2 \| Klimken (Klimki) \| Klimken (Klimki) \| \| \| \| von Königsberg (Kaliningrad) \| \| \| \| 60,8 \| Prinowen/Primsdorf (Prynowo) \| Prinowen/Primsdorf (Prynowo) \| \| \| \| Bahnstrecke von Rastenburg (Kętrzyn) \| \| \| \| 65,0 \| Angerburg (Ostpr.) (Węgorzewo) \| Angerburg (Ostpr.) (Węgorzewo) \| \| \| \| Bahnstrecke nach Goldap (Gołdap) \| \| \| \| \| Bahnstrecke nach Lötzen (Giżycko) \| \| |                              |                                                          |                                                          |
| Strecke |                              | Bahnstrecke von Königsberg (Kaliningrad)                 | Bahnstrecke von Königsberg (Kaliningrad)                 |
| Bahnhof | 0,0                          | Gumbinnen (Gussew)                                       | Gumbinnen (Gussew)                                       |
| Abzweig ehemals geradeaus und nach links |                              | Bahnstrecke nach Eydtkuhnen/Eydtkau (Tschernyschewskoje) | Bahnstrecke nach Eydtkuhnen/Eydtkau (Tschernyschewskoje) |
| Abzweig geradeaus und nach links (Strecke außer Betrieb) |                              | Bahnstrecke nach Goldap (Gołdap)                         | Bahnstrecke nach Goldap (Gołdap)                         |
| Bahnhof (Strecke außer Betrieb) | 5,9                          | Stulgen/Hasenrode (Noworetschje)                         | Stulgen/Hasenrode (Noworetschje)                         |
| Haltepunkt / Haltestelle (Strecke außer Betrieb) | 8,5                          | Balberdszen/Balbern                                      | Balberdszen/Balbern                                      |
| Bahnhof (Strecke außer Betrieb) | 10,3                         | Norgallen/Wiekmünde (Proletarski)                        | Norgallen/Wiekmünde (Proletarski)                        |
| Bahnhof (Strecke außer Betrieb) | 15,4                         | Jucknischken/Bahnfelde (Stanzionnoje)                    | Jucknischken/Bahnfelde (Stanzionnoje)                    |
| Bahnhof (Strecke außer Betrieb) | 19,9                         | Eszerningken/Eschingen (Kadymka)                         | Eszerningken/Eschingen (Kadymka)                         |
| Abzweig geradeaus und von rechts (Strecke außer Betrieb) |                              | Bahnstrecke von Insterburg (Tschernjachowsk)             | Bahnstrecke von Insterburg (Tschernjachowsk)             |
| Bahnhof (Strecke außer Betrieb) | 27,6                         | Darkehmen/Angerapp Ost (Osjorsk)                         | Darkehmen/Angerapp Ost (Osjorsk)                         |
| Abzweig geradeaus und nach links (Strecke außer Betrieb) |                              | Bahnstrecke nach Lyck (Ełk)                              | Bahnstrecke nach Lyck (Ełk)                              |
| Bahnhof (Strecke außer Betrieb) | 31,2                         | Darkehmen/Angerapp West                                  | Darkehmen/Angerapp West                                  |
| Bahnhof (Strecke außer Betrieb) | 39,1                         | Beynuhnen/Beinuhnen (Uljanowskoje)                       | Beynuhnen/Beinuhnen (Uljanowskoje)                       |
| Haltepunkt / Haltestelle (Strecke außer Betrieb) | 43,7                         | Friedrichsruh (Ostpr.)                                   | Friedrichsruh (Ostpr.)                                   |
| Grenze (Strecke außer Betrieb) |                              | russisch-polnische Staatsgrenze                          | russisch-polnische Staatsgrenze                          |
| Bahnhof (Strecke außer Betrieb) | 46,2                         | Launingken/Sanden (Ołownik)                              | Launingken/Sanden (Ołownik)                              |
| Bahnhof (Strecke außer Betrieb) | 51,6                         | Olschöwen/Kanitz (Olszewo Węgorzewskie)                  | Olschöwen/Kanitz (Olszewo Węgorzewskie)                  |
| Haltepunkt / Haltestelle (Strecke außer Betrieb) | 56,2                         | Klimken (Klimki)                                         | Klimken (Klimki)                                         |
| Abzweig geradeaus, nach rechts und von rechts (Strecke außer Betrieb) |                              | von Königsberg (Kaliningrad)                             | von Königsberg (Kaliningrad)                             |
| Bahnhof (Strecke außer Betrieb) | 60,8                         | Prinowen/Primsdorf (Prynowo)                             | Prinowen/Primsdorf (Prynowo)                             |
| Abzweig geradeaus und von rechts (Strecke außer Betrieb) |                              | Bahnstrecke von Rastenburg (Kętrzyn)                     | Bahnstrecke von Rastenburg (Kętrzyn)                     |
| Bahnhof (Strecke außer Betrieb) | 65,0                         | Angerburg (Ostpr.) (Węgorzewo)                           | Angerburg (Ostpr.) (Węgorzewo)                           |
| Abzweig geradeaus und nach links (Strecke außer Betrieb) |                              | Bahnstrecke nach Goldap (Gołdap)                         | Bahnstrecke nach Goldap (Gołdap)                         |
| Strecke (außer Betrieb) |                              | Bahnstrecke nach Lötzen (Giżycko)                        | Bahnstrecke nach Lötzen (Giżycko)                        |

Die Bahnstrecke von Gumbinnen nach Angerburg entstand in den Jahren 1913/14 und führte von Gumbinnen (russisch Gussew) nach Angerburg (polnisch Węgorzewo).

## Geschichte
In der Regierungsbezirksstadt Gumbinnen stellte die Strecke den Anschluss an den bereits 1860 fertiggestellten Streckenabschnitt der Preußischen Ostbahn von Königsberg (Preußen) (russisch Kaliningrad) nach Eydtkuhnen/Eydtkau (russisch Tschernyschewskoje) her.
In Darkehmen/Angerapp (russisch Osjorsk) kreuzte sie die Bahnstrecke Insterburg–Lyck (Tschernjachowsk, Russland – Ełk, Polen) und schloss in Angerburg an die Bahnstrecken nach Königsberg, nach Goldap (polnisch Gołdap), nach Lötzen (polnisch Giżycko) und nach Angerburg (polnisch Węgorzewo) an.
Die Strecke verband die drei Kreise Gumbinnen, Darkehmen/Angerapp und Angerburg und wurde nur im Regionalverkehr betrieben.
Die russisch-polnische Staatsgrenze quert seit Ende des Zweiten Weltkrieges die Strecke. Der Bahnbetrieb wurde nach dem Krieg eingestellt und die Bahnanlagen abgebaut.